# Ken Thompson
Kenneth Lane Thompson (New Orleans, 4 febbraio 1943) è un informatico e hacker statunitense.
Pioniere dell'informatica moderna, è principalmente noto per aver sviluppato il sistema operativo Unix. È anche l'inventore del linguaggio B, precedessore del celebre C, nonché uno dei creatori e dei primi sviluppatori del sistema operativo Plan 9. Dal 2006, Thompson ha lavorato in Google dove ha contribuito all'ideazione e allo sviluppo di Go. Vincitore del premio Turing, è ritenuto uno dei programmatori più grandi della storia.

## Biografia
Thompson è nato a New Orleans, Louisiana, USA. Si è laureato e ha ottenuto un master in ingegneria elettronica all'Università di California a Berkeley.
Nel 1969, quando era impiegato ai laboratori della Bell, Thompson e Dennis Ritchie furono i principali creatori del sistema operativo Unix.
Thompson ha anche scritto il linguaggio di programmazione B, un precursore del famoso linguaggio di programmazione C di Dennis Ritchie. Inoltre, mentre scriveva il sistema operativo Multics, creò il linguaggio di programmazione Bon. Ha anche scritto la versione originale dell'editor di testo standard per Unix, ed, che derivava da un editor precedente, QED.
In tempi più recenti, sempre ai laboratori della Bell, lui e Rob Pike sono stati i principali creatori del sistema operativo Plan 9.
Durante questo lavoro, egli creò il sistema di codifica UTF-8 per la rappresentazione dei caratteri.
A lui si deve l'invenzione di un algoritmo (detto appunto algoritmo di Thompson o algoritmo di costruzione) per la derivazione di un automa a stati finiti non deterministico (NFA) da una qualunque espressione regolare.
Nel 2007 ha collaborato al design del linguaggio di programmazione Go.

## Premi e riconoscimenti

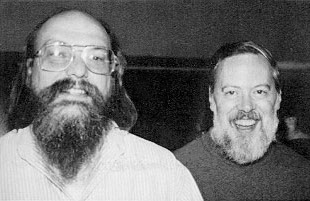
Ken Thompson e Dennis Ritchie nel 1973

### Premio Turing
Nel 1983 riceve il Premio Turing insieme a Dennis Ritchie, per il contributo dato allo sviluppo della teoria generica dei sistemi operativi e, in particolare, per l'implementazione di UNIX, il prototipo dei moderni sistemi operativi.
Lo stile di programmazione di Thompson ha influenzato molti programmatori, specialmente la brevità delle espressioni e la preferenza per la chiarezza del codice.

### Medaglia IEEE "Richard W. Hamming"
Nel 1990, ancora assieme a Ritchie, riceve la Medaglia IEEE "Richard W. Hamming" dall'Institute of Electrical and Electronics Engineers, «per la creazione del sistema operativo UNIX e del linguaggio di programmazione C».  Il riconoscimento della medaglia IEEE "Ritchard W. Hamming" fu dato ad entrambi con la stessa motivazione ma è noto che Thompson non partecipò allo sviluppo del linguaggio C ma che fu il principale autore di Unix. In realtà, C e Unix sono fortemente legati: nel 1972 Unix venne completamente riscritto in linguaggio C divenuto allora disponibile. Non è affatto un segreto che Thompson ottenne la disponibilità di usare il linguaggio C prima del rilascio ufficiale, tanto è vero che il motivo principale del progetto dello sviluppo del C era la migrazione (detta "porting", in senso stretto) di Unix su una base più solida e portabile.

### National Medal of Technology
Il 21 aprile 1999, Thompson e Ritchie ricevono ancora una volta congiuntamente la National Medal of Technology dell'anno 1998, consegnata dal presidente degli Stati Uniti d'America Bill Clinton per l'invenzione congiunta del sistema operativo UNIX e del linguaggio di programmazione C che, come recita la motivazione, «ha guidato il Paese verso enormi progressi nell'hardware, nel software, e nelle interconnessioni di computer, stimolando lo sviluppo industriale e rafforzando la posizione di leadership degli USA nell'Era dell'Informazione».

### Japan Prize
Nel 2011 Ritchie e Thompson sono stati insigniti del Japan Prize for Information and Communications per il loro lavoro di sviluppo del sistema operativo UNIX.

## Altre occupazioni
Thompson ha abbandonato i laboratori Bell il primo dicembre 2000. Ha lavorato per la Entrisphere Inc. fino al 2006 ed attualmente lavora per Google.
Ha preso parte allo sviluppo del linguaggio Go.

### Asteroide 300909 Kenthompson
Gli è stato dedicato un asteroide, 300909 Kenthompson.